# Richard de Canville
Richard de Canville (ou de Camville), né en 1142 à Stanton Harcourt et mort en 1191 à Saint-Jean-d'Acre, est un chevalier croisé anglo-normand et gouverneur de Chypre.

## Biographie
Richard de Canville est le fils d'un autre Richard de Canville († 1176) et de Millicent, veuve de Robert Marmion, une cousine d'Adélaïde de Louvain († 1151), deuxième épouse d'Henri Ier d'Angleterre. Il est issu d'une famille anglo-normande originaire de Canville-la-Rocque en Normandie.
Richard de Canville (père) († 1176, comté d'Apulie), était un petit seigneur tenant des terres dans le Leicestershire, le Northamptonshire et le Warwickshire. Il obtient plus tard des terres dans l'Essex, le Somerset, le Warwickshire et l'Oxfordshire. Richard père est surtout connu pour avoir été l'un des cadres principaux de la maison royale d'Étienne de Blois puis d'Henri II. Il est aussi shérif du Berkshire en 1156, et il représente le roi Henri II au mariage de sa fille Jeanne, en Sicile, en 1176. Il meurt dans le comté d'Apulie cette même année, et c'est son fils Gérard de Canville, qu'il a eu de son premier mariage qui lui succède dans la majorité de ses possessions. Il a fondé l'abbaye cistercienne de Coombe (Warwickshire) en 1150.
Son fils, Richard de Canville le jeune, entre aussi au service d'Henri II et hérite de son père quelques seigneuries. En 1189, il est présent à la cérémonie de couronnement de Richard Ier d'Angleterre, et peu après ce dernier en fait l'un des commandants de sa flotte pour la troisième croisade.
Il embarque au printemps 1190 et fait d'abord étape à Lisbonne où il négocie une paix avec le roi du Portugal. Il fait ensuite étape à Marseille où il est rejoint par le roi. À Messine, il sert de garantie (en tant qu'otage) à la trêve signée entre le roi anglais et Tancrède, le roi de Sicile. Après la prise de Chypre, il est fait co-gouverneur de l'île avec Robert de Thornham, pendant que la flotte croisée poursuit sa route. 
Il tombe alors malade et décide de rejoindre le roi en Terre sainte, où il meurt en juin 1191, durant le siège de Saint-Jean-d'Acre.
Il épouse Hawise, fille de Walter Fitzwilliam. C'est sa fille Isabelle qui est son héritière. Elle épouse Robert de Harcourt.